# Acquaviva (San Marino)
Acquaviva (ACQ) is een castello (gemeente) in San Marino met een oppervlakte van 4,86 km² en 2104 inwoners (31-03-2013). De gemeente grenst aan de gemeenten Borgo Maggiore, San Marino en de Italiaanse gemeenten San Leo en Verucchio.
De naam van de stad stamt van een bron die zich in deze gemeente aan de voet van de met pijnbomen bedekte Montecerreto bevindt. Hier zou de heilige Marinus zijn toevlucht hebben gezocht. In Acquaviva bevindt zich verder een bekende motorcrossbaan en het industriecentrum Gualdicciolo.
Het oudste heilige gebouw van Acquaviva heeft een eeuwenoude oorsprong. Het schijnt, dat de eerste structuur uit de 3e eeuw dateert, en dat de heilige Marinus eraan bijgedragen zou hebben.